# Mzyki (Myszków)
Pour les articles homonymes, voir Mzyki.
Mzyki est une localité polonaise de la gmina de Koziegłowy, située dans le powiat de Myszków en voïvodie de Silésie.